# (200199) 1999 RT221
(200199) 1999 RT221 es un asteroide perteneciente al cinturón de asteroides, descubierto el 5 de septiembre de 1999 por el equipo del Catalina Sky Survey desde el Catalina Sky Survey, Arizona, Estados Unidos.

## Designación y nombre
Designado provisionalmente como 1999 RT221.

## Características orbitales
1999 RT221 está situado a una distancia media del Sol de 2,643 ua, pudiendo alejarse hasta 3,345 ua y acercarse hasta 1,940 ua. Su excentricidad es 0,265 y la inclinación orbital 7,056 grados. Emplea 1569,50 días en completar una órbita alrededor del Sol.

## Características físicas
La magnitud absoluta de 1999 RT221 es 16,3.